# Potůčky
Potůčky är en ort i Tjeckien.   Den ligger i regionen Karlovy Vary, i den västra delen av landet, 120 km väster om huvudstaden Prag. Potůčky ligger 700 meter över havet och antalet invånare är 371.
Terrängen runt Potůčky är kuperad åt nordost, men åt sydväst är den platt. Potůčky ligger nere i en dal. Runt Potůčky är det ganska tätbefolkat, med 108 invånare per kvadratkilometer. Närmaste större samhälle är Ostrov, 19,7 km sydost om Potůčky. I omgivningarna runt Potůčky växer i huvudsak barrskog.